# Zweite Ausbürgerungsliste des Deutschen Reichs
Mit der zweiten Ausbürgerungsliste des Deutschen Reichs vom 29. März 1934 entzog die nationalsozialistisch geführte Regierung 37 Personen die deutsche Staatsangehörigkeit und machte sie somit staatenlos. Grundlage der Ausbürgerungen war § 2 des Gesetzes über den Widerruf von Einbürgerungen und die Aberkennung der deutschen Staatsangehörigkeit vom 14. Juli 1933.
Die Liste war die zweite von insgesamt 359 Listen und wurde am 29. März 1934 im Deutschen Reichsanzeiger veröffentlicht. Die erste derartige Liste wurde am 25. August 1933 und die letzte Liste am 7. April 1945 veröffentlicht. Insgesamt wurden bis zum Ende des NS-Staates 39.006 Personen ausgebürgert.

## Namensliste
1. Johannes Robert Becher (1891–1958), Dichter
2. Karl Böchel (1884–1946), sozialdemokratischer Widerstandskämpfer und Mitbegründer des Arbeitskreises revolutionärer Sozialisten
3. Karl Brehm
4. Fritz Brehmer (Bremer) (1882–1954), Fabrikant
5. Wolfgang Bretholz (1904–1969), Journalist
6. Karl Bühren (1888–1938), sozialdemokratischer Arbeitersportler und Sportfunktionär
7. Kurt Clemens Burkert
8. Esriel Gotthelf Carlebach (1908–1956), Journalist
9. Albert Einstein (1879–1955), theoretischer Physiker
10. Otto Friedländer (1897–1954), Schriftsteller, Journalist, Politiker (SPD) und Studentenfunktionär
11. Oskar Maria Graf (1894–1967), Schriftsteller
12. Heinrich Grönewald (1909–1957), Lehrer und Journalist
13. Arthur Groß
14. Karl Otto Halfter
15. Gustav Reinhold Hentschke  (1899–1984), KPD-Funktionär
16. Paul Hertz (1888–1961), Politiker
17. Adam Jäger
18. Helmut Klotz (1894–1943), Teilnehmer des Hitlerputsches und scharfer Kritiker der NSDAP-Regierung
19. Hanns Knieling
20. Heinz Kraschutzki (1891–1982), Publizist
21. Walter Kreiser (1898–1958), Flugzeugkonstrukteur und Journalist
22. Rudolf Leonhard (1889–1953), Schriftsteller
23. Willi Mielenz (1895–1942), Kommunist
24. Julius Piech
25. Theodor Plievier (1892–1955), Schriftsteller
26. Otto Hermann Remmele (1880–1939), Politiker (SPD, USPD, KPD)
27. Kurt Rosenfeld (1877–1943), sozialistischer Politiker
28. Heinrich Schmitt (genannt Frank Arnau) (1894–1976), Schriftsteller
29. Johann Schwalbach (genannt Hans Schwalbach) (1905–1994), Kommunist, Mitglied der Linken Opposition der KPD[2]
30. Tony Sender (1888–1964), Politikerin (SPD), MdR und Journalistin
31. Max Seydewitz (1892–1987), Politiker (SPD, SAPD, SED), MdR, MdV, Ministerpräsident von Sachsen
32. Ludwig Stautz
33. Edward Stilgebauer (1868–1936), Schriftsteller
34. Hugo Urbahns (1890–1946), kommunistischer Politiker
35. Johann Vogel (1881–1945), Politiker (SPD)
36. Ruth Schwalbach (geb. Schiedlich), Ehefrau des Johann Schwalbach
37. Waltraud Hölz (geb. Loebinger), Ehefrau von Max Hoelz, der auf der ersten Ausbürgerungsliste von 1933 gelistet war